# 1689년 콘클라베

사도좌 공석 상태에 있는 동안에 사용되는 성좌의 문장

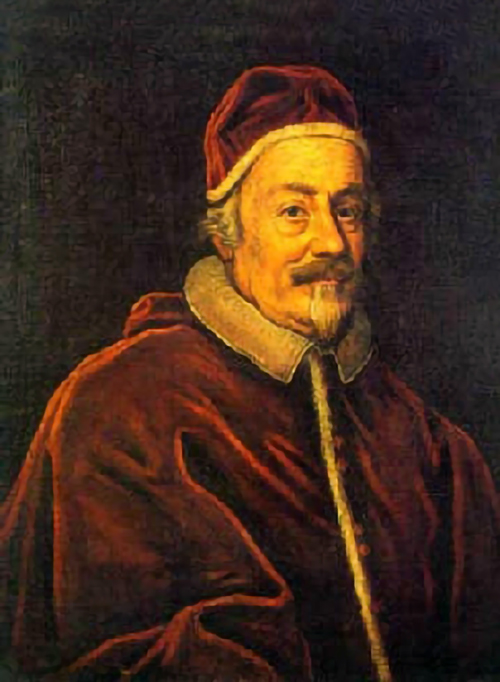
교황 선출자 알렉산데르 8세 (피에트로 비토 오토보니)

1689년 콘클라베는 제241대 교황을 선출하기 위해 진행된 콘클라베이다. 제240대 교황 인노첸시오 11세가 1689년 8월 12일에 선종한 이후에 새 교황을 선출하기 위해 진행된 선거이다.
1689년 8월 23일부터 10월 6일까지 1개월 남짓 투표가 진행되었으며 50명의 추기경이 투표에 참가하였다. 선거 당시 보조 추기경이기도 했던 피에트로 비토 오토보니 추기경이 새 교황으로 선출되었으며 교황 이름은 알렉산데르 8세로 명명되었다.

## 추기경단
- 투표에 참가한 추기경: 50명
- 불참: 8명

## 주요 인사
- 수석 추기경: 알데르 치보
- 보조 추기경: 피에트로 비토 오토보니